# Moncourt
Moncourt – miejscowość i gmina we Francji, w regionie Grand Est, w departamencie Mozela.
Według danych na rok 1990 gminę zamieszkiwało 89 osób, a gęstość zaludnienia wynosiła 13 osób/km² (wśród 2335 gmin Lotaryngii Moncourt plasuje się na 956. miejscu pod względem liczby ludności, natomiast pod względem powierzchni na miejscu 846.).